# Polyptyque de Massa Fermana
Le Polyptyque de Massa Fermana est une peinture à la détrempe et à l'or sur bois (110 × 190 cm) de Carlo Crivelli, datée de 1468 et conservée dans l'église Saints-Laurent-et-Sylvestre à Massa Fermana. Il est signé « KAROLVS CRIVELLVS VENETVS PINSIT HOC OPVS MCCCCLXVIII ». C'est la première œuvre connue du peintre dans les Marches, importante aussi pour établir la date de son retour en Italie.

## Histoire
La tradition locale, reprise par Amico Ricci (1834), rappelle le polyptyque commémoré par un comte Azzolini de Fermo, seigneur également de Massa. En 1861, lors de l'inventaire des œuvres d'art commandées par le nouveau gouvernement italien après l'unification,  Cavalcaselle et Crowe ont vu le polyptyque dans la maison paroissiale. Par la suite, il a été exposé dans la résidence municipale, puis dans la Galleria Nazionale delle Marche à Urbino, où il est resté jusqu'à la fin de la Seconde Guerre mondiale, après quoi il est revenu dans son église d'origine.

## Description et style
Le polyptyque est composé de cinq panneaux principaux avec la Vierge en majesté au centre (105 × 44 cm) et sur les côtés les saints Jean-Baptiste, Laurent, Sylvestre et François (105 × 44 cm chacun). Trois cuspides avec la Vierge annoncée (37 × 19 cm) et l'Ange annonciateur (37 × 19 cm) formant une annonciation d'encadrement entourant la Pietà (51 × 28 cm) ; en bas les quatre compartiments de la prédelle, avec le Jardin de Gethsémani, la Crucifixion, la Flagellation et la Résurrection : curieusement dans l'ordre, la Crucifixion précède la Flagellation.